# Gmina Hamlin (Iowa)

Położenie Gminy Hamlin w hrabstwie Audubon

Gmina Hamlin (ang. Hamlin Township) – gmina w USA, w stanie Iowa, w hrabstwie Audubon. Według danych z 2000 roku gmina miała 305 mieszkańców.